# Высокопропускная память

Видеокарта, которая использует HBM в разрезе. Сверху: видеопроцессор и многокристальные микросборки памяти HBM расположены на общем кремниевом пассивном кристалле «silicon interposer», который реализует электрическую связь процессора и памяти. Interposer через Package Substrate припаян к печатной плате графического ускорителя (внизу)

Высокопропускная память (англ. high bandwidth memory, HBM) — высокопроизводительный интерфейс ОЗУ для DRAM с многослойной компоновкой кристаллов в микросборке от компаний AMD и Hynix, применяемая в высокопроизводительных видеокартах и сетевых устройствах; основной конкурент технологии Hybrid Memory Cube от Micron. AMD Fiji и AMD Arctic Islands являются первыми видеопроцессорами, использующими НВМ.
Была стандартизирована JEDEC в октябре 2013 года как JESD235, HBM2 стандартизована в январе 2016 года под кодом JESD235a. На середину 2016 года сообщалось о работах над HBM3 и более дешёвым вариантом HBM, иногда называемом HBM2e.

## История

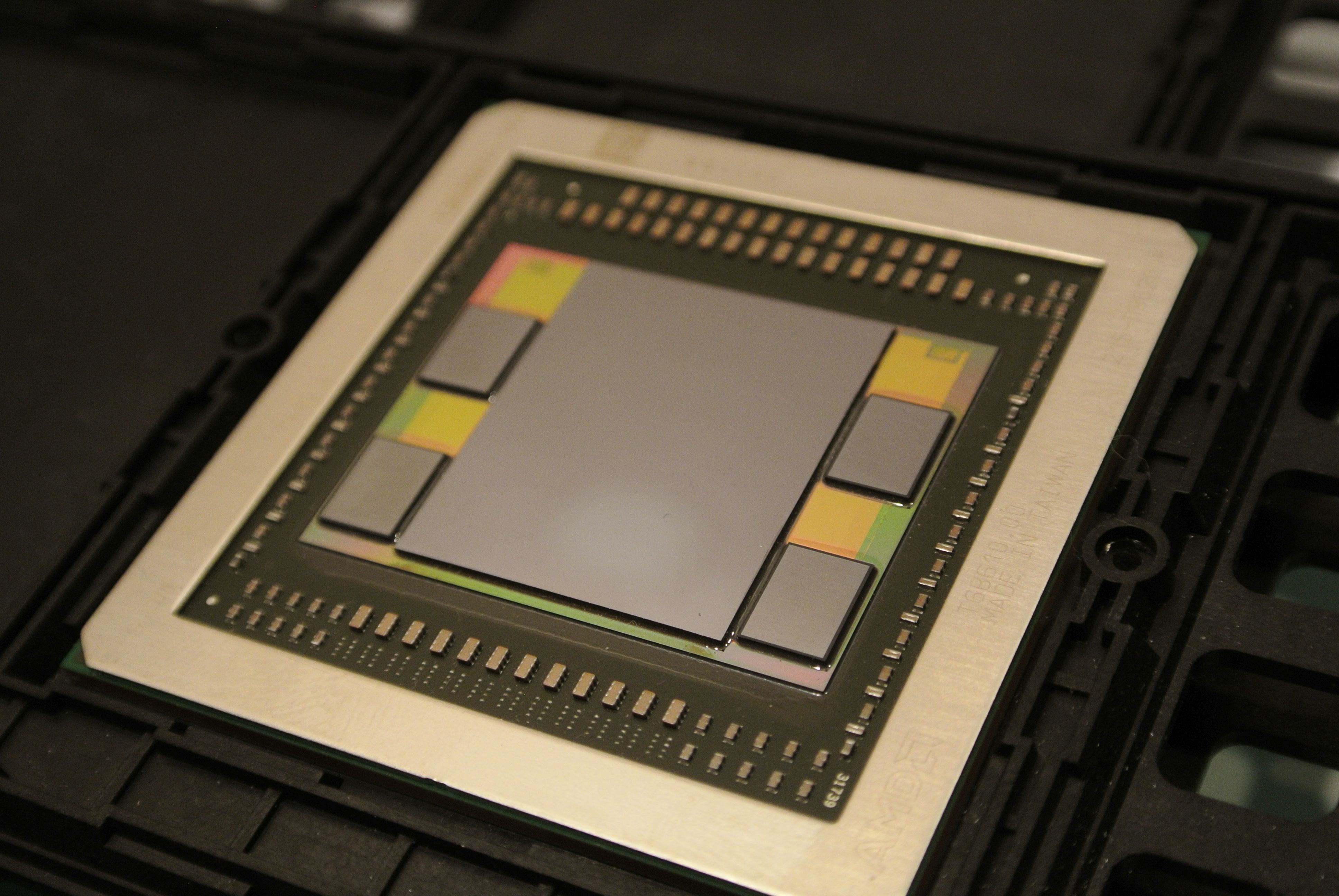
AMD Fiji, первый GPU, использующий HBM

AMD начала разработку высокопропускной памяти в 2008 году, чтобы решить проблему постоянно растущего энергопотребления и уменьшения форм-фактора памяти. Среди прочего, группой сотрудников AMD во главе с Брайаном Блэком разработана технологии упаковки интегральных схем в стек. Партнеры: SK Hynix, UMC, Amkor Technology и ASE были также вовлечены в разработку. Массовое производство началось на заводах Hynix в Ичхоне в 2015 году.

## Технология
HBM обеспечивает более высокую пропускную способность при меньшем расходе энергии и существенно меньших размерах по сравнению с DDR4 или GDDR5. Это достигается путём объединения в стек до восьми интегральных схем DRAM (включая опциональную базовую схему с контроллером памяти), которые соединены между собой с помощью сквозных кремниевых межсоединений (англ. Through-silicon via) и микроконтактных выводов (англ. microbumps).
Шина высокопропускной памяти обладает существенно большей шириной по сравнению с памятью DRAM, в частности, НВМ-стек из четырёх кристаллов DRAM (4-Hi) имеет два 128-битных канала на кристалл — в общей сложности 8 каналов и ширину в 1024 бита, а чип с четырьмя 4-Hi-НВМ-стеками будет иметь ширину канала памяти в 4096 бита (притом ширина шины GDDR-памяти — 64 бита на один канал).

### HBM2
Память с высокой пропускной способностью второго поколения, HBM2, также предусматривает до восьми кристаллов на стек и удваивает скорость передачи контактов до 2 ГТ/с. Сохраняя 1024-битный доступ, HBM2 может достигать пропускной способности памяти 256 ГБ/с на пакет. Спецификация HBM2 позволяет использовать до 8 ГБ на пакет. Ожидается, что HBM2 будет особенно полезен для чувствительных к производительности потребительских приложений, таких как виртуальная реальность.
19 января 2016 года Samsung объявила о начале массового производства HBM2 с емкостью до 8 ГБ на стек. SK Hynix также объявила о выпуске стеков по 4 ГБ в августе 2016 года.

### HBM2E
В конце 2018 года JEDEC объявила об обновлении спецификации HBM2, обеспечивающем увеличение пропускной способности и ёмкости. Официальная спецификация теперь поддерживает до 307 ГБ/с на стек (эффективная скорость передачи данных 2,5 Тбит/с), хотя продукты, работающие с такой скоростью, уже были доступны. Кроме того, в обновлении добавлена поддержка стеков 12-Hi (12 кристаллов), что делает возможной емкость до 24 ГБ на стек.
20 марта 2019 года Samsung объявила о выпуске Flashbolt HBM2E с восемью кристаллами на стек, скоростью передачи 3,2 ГТ/с, что в сумме обеспечивает 16 ГБ и 410 ГБ/с на стек.
12 августа 2019 года SK Hynix анонсировала свой HBM2E с восемью кристаллами на стек, скоростью передачи 3,6 ГТ/с, что в сумме обеспечивает 16 ГБ и 460 ГБ/с на стек. 2 июля 2020 года SK Hynix объявила о начале серийного производства.

### HBM3
В конце 2020 года Micron объявила, что стандарт HBM2E будет обновлен, а также представила следующий стандарт, известный как HBMnext (позже переименованный в HBM3). Это должно было стать большим скачком поколений по сравнению с HBM2 и заменой HBM2E. Эта новая видеопамять должна была появиться на рынке в четвёртом квартале 2022 года. Скорее всего, она представит новую архитектуру, как следует из названия.
Хотя архитектура может быть переработана, утечки указывают на то, что производительность будет аналогична обновлённому стандарту HBM2E. Эта оперативная память, вероятно, будет использоваться в основном в графических процессорах центров обработки данных.
В середине 2021 года SK Hynix представила некоторые спецификации стандарта HBM3 со скоростью ввода-вывода 5,2 Гбит/с и пропускной способностью 665 ГБ/с на пакет, а также до 16 решений 2,5D и 3D.
20 октября 2021 года, до окончательной доработки стандарта JEDEC для HBM3, SK Hynix стала первым поставщиком памяти, объявившим о завершении разработки устройств памяти HBM3. По словам SK Hynix, память будет работать со скоростью 6,4 Гбит/с на контакт, что вдвое превышает скорость передачи данных по стандарту JEDEC HBM2E, которая формально достигает 3,2 Гбит/с на контакт, или на 78 % быстрее, чем собственная HBM2E 3,6 Гбит/с на контакт. Устройства поддерживают скорость передачи данных 6,4 ГТ/с, поэтому один стек HBM3 может обеспечить пропускную способность до 819 ГБ/с. Базовая ширина шины для HBM3 остается неизменной, ширина одного стека памяти составляет 1024 бита. SK Hynix будет предлагать свою память двух емкостей: 16 ГБ и 24 ГБ, что соответствует стекам 8-Hi и 12-Hi соответственно. Стеки состоят из 8 или 12 16-гигабайтных модулей DRAM толщиной 30 мкм каждый, соединенных между собой с помощью сквозных кремниевых переходных отверстий (TSV).
По словам Райана Смита из AnandTech, память HBM3 первого поколения SK Hynix имеет ту же плотность, что и память HBM2E последнего поколения, а это означает, что поставщики устройств, стремящиеся увеличить общую емкость памяти для своих компонентов следующего поколения, должны будут использовать память с 12 штампов / слоев, по сравнению с 8-слойными стопками, которые они обычно использовали до этого. По словам Антона Шилова из Tom’s Hardware, высокопроизводительные вычислительные графические процессоры или FPGA обычно используют четыре или шесть стеков HBM, поэтому со стеками SK Hynix HBM3 24 ГБ они соответственно получат пропускную способность памяти 3,2 ТБ / с или 4,9 ТБ / с. Он также отметил, что чипы SK Hynix HBM3 имеют квадратную форму, а не прямоугольную, как чипы HBM2 и HBM2E. По словам Криса Меллора из The Register, поскольку JEDEC ещё не разработала свой стандарт HBM3, это может означать, что SK Hynix потребуется модернизировать свой дизайн, сделав его более быстрым в будущем.
JEDEC официально объявила о стандарте HBM3 27 января 2022 года. Количество каналов памяти было увеличено вдвое с 8 каналов по 128 бит в HBM2e до 16 каналов по 64 бита в HBM3. Таким образом, общее количество выводов данных интерфейса по-прежнему равно 1024.
В июне 2022 года SK hynix объявила о начале массового производства первой в отрасли памяти HBM3, которая будет использоваться с графическим процессором Nvidia H100, поставка которого ожидается в третьем квартале 2022 года. Эта память обеспечит H100 пропускной способностью «до 819 ГБ/с».
В августе 2022 года Nvidia объявила, что её графический процессор Hopper H100 будет поставляться с пятью активными ячейками HBM3 (из шести на борту), предлагая 80 ГБ ОЗУ и пропускную способность памяти 3 ТБ/с (16 ГБ и 600 ГБ/с на ячейку).

### HBM-PIM
В феврале 2021 года Samsung объявила о разработке HBM с обработкой в памяти (PIM). Эта новая память обеспечивает вычислительные возможности искусственного интеллекта внутри памяти, чтобы увеличить масштабную обработку данных. Оптимизированный для DRAM механизм искусственного интеллекта размещается внутри каждого банка памяти, чтобы обеспечить параллельную обработку и свести к минимуму перемещение данных. Samsung утверждает, что это удвоит производительность системы и снизит энергопотребление более чем на 70 %, при этом не потребуются какие-либо аппаратные или программные изменения в остальной части системы.

### HBM3E
30 мая 2023 года SK Hynix представила свою память HBM3E со скоростью обработки данных 8 Гбит/с на контакт (на 25 % быстрее, чем у HBM3), которая должна выйти в производство в первой половине 2024 года. При скорости 8 ГТ/с с 1024-битной шиной пропускная способность на стек увеличена с 819,2 ГБ/с, как в HBM3, до 1 ТБ/с. В апреле 2025 года, на конференции TSMC, SK hynix представила 16-слойный стек HBM3E объёмом 48 Гбайт с пропускной способностью 1,2 Тбайт/с.

### HBM3 Gen2
Micron анонсировала первую в мире память HBM3 Gen2 с ёмкостью 24 Гбайт на стек и пропускной способностью 1,2 Тбайт/с. Кроме того, был обещан рост ёмкости в 2,5 раза и производительности — в 1,7 раза к 2026 году.

### HBM4
В апреля 2025 года JEDEC утвердил стандарт памяти HBM4. Главными нововведениями стали удвоение числа каналов на стек (с 16 до 32) и поддержка стеков высотой до 16 кристаллов с ёмкостью 24/32 Гбит. Таким образом, общая ёмкость одного стека вырастает до 64 Гбайт, а пропускная способность — до 2 Тбайт/с. Лидером освоения HBM4 стала SK hynix, у которой готовы 12-слойные образцы HBM4, также она хочет запустить массовое производство до конца года. Ожидается, что такая память потребуется для ускорителей Nvidia Rubin. Первая демонстрация HBM4 прошла на технологической конференции TSMC, где SK hynix представила 12-слойный стек HBM4 объёмом 48 Гбайт с пропускной способностью 2 Тбайт/с.

## Рынок
По данным аналитической компании Counterpoint Research, 62 % рынка HBM занимает SK Hynix и 17 % Samsung Electronics.